# Comuna Lesznowola
Comuna Lesznowola este situată în Voievodatul Mazovia, Polonia. Suprafața comunei este de 69,17 km², iar pe teritoriul ei locuiesc aproximativ 23 de mii de persoane. 